# Albizia simeonis
Albizia simeonis är en ärtväxtart som beskrevs av Hermann August Theodor Harms. Albizia simeonis ingår i släktet Albizia och familjen ärtväxter. Inga underarter finns listade i Catalogue of Life.